# フィーンドハンター
『フィーンドハンター』 (FIEND HUNTER) は、1993年1月29日にライトスタッフから発売されたPCエンジンSUPER CD-ROM²用のアクションゲームである。『プリンス・オブ・ペルシャ』（1989年）タイプのアクションゲーム。キャラクターデザインを木村明広が担当している。
謎の生物フィーンドが突然現われ、オルタニア全土を恐怖に陥れてから57年が過ぎた。彼らはどのようにして、何を目的として現れたのか…。その謎を解くために、ハンターのフィードが、相棒のエクシーを連れて旅に出る。

## 登場キャラクター
フィード
- 声 - 速水奨

本作の主人公。1級のフィーンドハンターとして、フィーンドたちに恐れられている。
フレア
- 声 - 安田あきえ

サムサの町に住む娘。フィードとは恋人同士だった時期がある。
エクシー
- 声 - 下村明美

ベス
- 声 - 宮嶋美智子

マイラ
- 声 - 宮嶋美智子

サムサの町にあるゲートトゥヘルの女亭主でフレアの母親。アバウトで明るい性格。
シーナ
- 声 - 寺山英

セリナ
- 声 - 寺山英

ティアラ
- 声 - 本間ゆかり

エミリー
- 声 - 本間ゆかり

ビル
- 声 - かさいとしや

バーム
- 声 - かさいとしや

バンダー
- 声 - 杉野博臣

フレアに想いを寄せる、サムサの町に住むハンター。
シーサン
- 声 - 杉野博臣

スメラニッヒ
- 声 - 西松和彦

????????
- 声 - 木村明広

## 音楽

### 主題歌
エンディングテーマ
「ELENA」
- 歌 - PSY-FA The Field's Mechanique

## スタッフ
- シナリオ：E.JUN（飯淳）
- メイン・プログラム：田名網正
- フィーンド・プログラム：TAKION、小倉唯克
- ミュージック&サウンド：澤下禎
- キャラクター・デザイン&ビジュアル：木村明広
- フィーンド・デザイン：さとうしんきち
- フィード・エディット：原田誠一
- フィーンド・エディット：富田記史、わたなべこうじ、西塚耕一
- マップ・デザイン：西塚耕一、星野宇喜子、上野純一
- キャスティング・プロデュース：佐藤天平
- スペシャル・サンクス：島哲郎、横山秀昭、はせがわまなぶ、高見由紀

## 評価
ゲーム誌「ファミコン通信」の「クロスレビュー」では6・4・5・5の合計20点（満40点）、「月刊PCエンジン」では85・80・80・80・90の平均83点（満100点）、「電撃PCエンジン」では55・55・65・70の平均61.25点（満100点）、「PC Engine FAN」の読者投票による「ゲーム通信簿」での評価は以下の通りとなっており、22.32点（満30点）となっている。また、この得点はPCエンジン全ソフトの中で142位（485本中、1993年時点）となっている。同雑誌1993年10月号特別付録の「PCエンジンオールカタログ'93」では、「美しいビジュアルが展開する」と紹介されている。
| 項目 | キャラクタ | 音楽 | 操作性 | 熱中度 | お買得度 | オリジナリティ | 総合  |
| 得点 | 4.14       | 3.89 | 3.32   | 3.79   | 3.46     | 3.71           | 22.32 |